# Xinjia
Xinjia (kinesiska: 新嘉街道, 新嘉) är en socken i Kina. Den ligger i provinsen Shandong, i den östra delen av landet, omkring 330 kilometer öster om provinshuvudstaden Jinan. Antalet invånare är 23 481. Befolkningen består av 11 554 kvinnor och 11 927 män. Barn under 15 år utgör 11,0 %, vuxna 15-64 år 79 %, och äldre över 65 år 9,0 %.
Genomsnittlig årsnederbörd är 750 millimeter. Den regnigaste månaden är juli, med i genomsnitt 295 mm nederbörd, och den torraste är januari, med 11 mm nederbörd.